# Njallajaure (Gällivare socken, Lappland)
Njallajaure är en sjö i Gällivare kommun i Lappland och ingår i Råneälvens huvudavrinningsområde. Njallajaure ligger i Päivävuoma Natura 2000-område.